# Diócesis de Ubon Ratchathani
La diócesis de Ubon Ratchathani (en latín: Dioecesis Ubonratchathanien(sis) y en tailandés: เขตมิสซังอุบลราชธานี) es una circunscripción eclesiástica latina de la Iglesia católica en Tailandia, sufragánea de la arquidiócesis de Thare y Nonseng. La diócesis tiene al obispo Philip Banchong Chaiyara, C.SS.R. como su ordinario desde el 25 de marzo de 2006.

## Territorio y organización
La diócesis tiene 53 917 km² y extiende su jurisdicción sobre los fieles católicos de rito latino residentes en las provincias de: Amnat Charoen, Maha Sarakham, Roi Et, Sisaket, Surin, Ubon Ratchathani y Yasothon.
La sede de la diócesis se encuentra en la ciudad de Ubon Ratchathani, en donde se halla la Catedral de la Inmaculada Concepción.
En 2020 en la diócesis existían 60 parroquias.

## Historia
El vicariato apostólico de Ubon fue erigido el 7 de mayo de 1953 con la bula Nos quibus del papa Pío XII, obteniendo el territorio del vicariato apostólico de Thare (hoy arquidiócesis de Thare y Nonseng).
El 22 de marzo de 1965 cedió una parte de su territorio para la erección del vicariato apostólico de Nakhorn-Rajasima (hoy diócesis de Nakhon Ratchasima) mediante la bula Cum Populus Dei del papa Pablo VI.
El 18 de diciembre de 1965 el vicariato apostólico fue elevado a diócesis con la bula Qui in fastigio del papa Pablo VI.
El 2 de julio de 1969, por decreto Cum Excellentissimus de la Congregación para la Evangelización de los Pueblos, tomó su nombre actual.

## Estadísticas
De acuerdo al Anuario Pontificio 2021 la diócesis tenía a fines de 2020 un total de 24 609 fieles bautizados.
| Año                                                                             | Población            | Población | Población      | Sacerdotes | Sacerdotes    | Sacerdotes    | Bautizados por sacerdote | Diáconos permanentes | Religiosos | Religiosos | Parroquias |
| Año                                                                             | Bautizados católicos | Total     | % de católicos | Total      | Clero secular | Clero regular | Bautizados por sacerdote | Diáconos permanentes | Varones    | Mujeres    | Parroquias |
| ------------------------------------------------------------------------------- | -------------------- | --------- | -------------- | ---------- | ------------- | ------------- | ------------------------ | -------------------- | ---------- | ---------- | ---------- |
| 1970                                                                            | 12 706               | 3 900 000 | 0.3            | 3          | 3             |               | 4235                     |                      | 3          | 130        | 20         |
| 1980                                                                            | 17 291               | 6 392 242 | 0.3            | 26         | 5             | 21            | 665                      |                      | 24         | 126        | 57         |
| 1990                                                                            | 20 371               | 6 967 970 | 0.3            | 34         | 17            | 17            | 599                      |                      | 24         | 134        |            |
| 1999                                                                            | 23 590               | 7 573 620 | 0.3            | 35         | 24            | 11            | 674                      |                      | 14         | 143        | 25         |
| 2000                                                                            | 24 310               | 7 725 668 | 0.3            | 35         | 24            | 11            | 694                      |                      | 14         | 148        | 25         |
| 2001                                                                            | 24 760               | 7 770 793 | 0.3            | 37         | 27            | 10            | 669                      |                      | 12         | 154        | 22         |
| 2002                                                                            | 24 967               | 7 838 608 | 0.3            | 40         | 30            | 10            | 624                      |                      | 12         | 146        | 22         |
| 2003                                                                            | 25 201               | 7 841 117 | 0.3            | 42         | 32            | 10            | 600                      |                      | 12         | 156        | 24         |
| 2004                                                                            | 25 571               | 7 921 032 | 0.3            | 42         | 32            | 10            | 608                      |                      | 12         | 161        | 55         |
| 2010                                                                            | 26 242               | 7 785 113 | 0.3            | 40         | 32            | 8             | 656                      |                      | 13         | 169        | 58         |
| 2014                                                                            | 25 905               | 8 010 073 | 0.3            | 40         | 31            | 9             | 647                      |                      | 12         | 135        | 60         |
| 2017                                                                            | 25 201               | 7 916 177 | 0.3            | 42         | 32            | 10            | 600                      |                      | 13         | 132        | 60         |
| 2020                                                                            | 24 609               | 7 918 291 | 0.3            | 40         | 36            | 4             | 615                      |                      | 7          | 146        | 60         |
| Fuente: Catholic-Hierarchy, que a su vez toma los datos del Anuario Pontificio. |                      |           |                |            |               |               |                          |                      |            |            |            |

## Episcopologio
- Claude-Philippe Bayet, M.E.P. † (7 de marzo de 1953-13 de agosto de 1969 renunció[6])
- Claude Germain Berthold, M.E.P. † (9 de abril de 1970-24 de mayo de 1976 renunció)
- Michael Bunluen Mansap † (21 de mayo de 1976-25 de marzo de 2006 retirado)
- Philip Banchong Chaiyara, C.SS.R., desde el 25 de marzo de 2006